# 1211 en santé et médecine
| Années de la santé et de la médecine : 1208 - 1209 - 1210 - 1211 - 1212 - 1213 - 1214    |
| Décennies de la santé et de la médecine : 1180 - 1190 - 1200 - 1210 - 1220 - 1230 - 1240 |

Cet article présente les faits marquants de l'année 1211 en santé et médecine.

## Événements
- Le pape Innocent III reprend l'affirmation de Gratien (1140) selon laquelle « n’est pas homicide celui qui procure l’avortement avant que l’âme ne soit infusée dans le corps ».
- La ville italienne de Reggio engage comme archiatre un médecin de Bergame, premier contrat connu de cette sorte, le second étant celui que Hugues de Lucques (it) va signer avec la cité de Bologne en 1214[1].

## Fondations

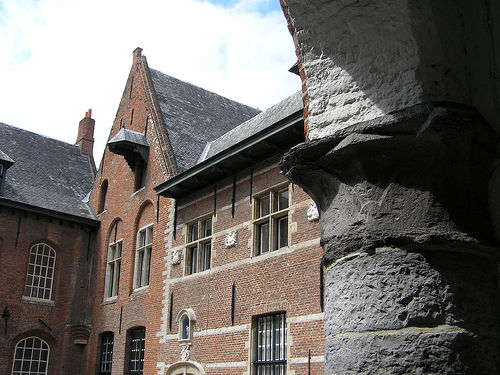
Courtrai
Hôpital Notre-Dame

- À Bruxelles, l'hospice fondé avant 1195 par les frères du Saint-Esprit[2] et devenu hôpital Saint-Jean en 1204, reçoit ses statuts de Jean de Béthune, évêque de Cambrai, qui dédie l'établissement aux malades pauvres incapables de mendier, aux indigentes sans abri sur le point d'accoucher et aux enfants trouvés[3].
- Fondation de la maladrerie Saint-Mars à Villeneuve-le-Roi, dans le comté de Sens[4].
- « Noble dame Mésinde, veuve de Gillon de Châlons », fait don aux Templiers de ses terres d'Essises, en Omois, pour y fonder une maladrerie[5].
- Fondation à Paris de la paroisse Saint-Côme[6] où s'établiront la faculté de médecine (1253), la confrérie des chirurgiens (1260) et le collège de chirurgie (1271)[7].
- Dans une charte de donation, l'hôpital Notre-Dame de Courtrai en Flandre[8] est mentionné pour la première fois[9].
- L'hospice de Longomoso, dans le Tyrol du Sud, est mentionné pour la première fois[10].
- 1209-1211 : l'hôpital de l'abbaye de Saint-Martial, à Limoges, est détruit par un incendie et aussitôt rebâti grâce à un don de Luce de Saint-Hilaire[11],[12].
- 1211 ou 1212 : le roi Jean sans Terre fonde la léproserie de Saint-Étienne (Leper House of St. Stephen), premier établissement hospitalier de la ville irlandaise de Waterford[13],[14], devenu Waterford Leper Hospital, puis, en 1785, Waterford City and County Infirmary, fermée en 1980[15].

## Publication
- Le maître zen Eisai achève de rédiger le Kissa yojoki (« Boire du thé et prolonger sa vie[16] »), premier ouvrage japonais sur le thé[17],[18].

## Naissance
- Chen Wenzhong (mort en 1280), « le plus célèbre pédiatre chinois de son temps », auteur en 1253 du  Xiao Er Bing Yuan Fang Lun, traité sur « les causes et le traitement des maladies infantiles[19],[20] ».
- 1210 ou 1211 : Ibn al-Lubudi (mort en 1267 ou 1268), médecin arabe originaire d'Alep, auteur d'un important Recueil de discussions sur cinquante questions de psychologie et de médecine[21].

## Décès
- 3 novembre : Alpais de Cudot (née en 1150 ?), sainte catholique, considérée par l'Église comme miraculeusement guérie de la lèpre.
- Abu Nasr al-Massihi (date de naissance inconnue), médecin irakien chrétien qui, en 1201, a évité l'opération de la taille à An-Nasir, calife de Bagdad[22],[23].